# Michaił Chozin
Michaił Siemionowicz Chozin (ros. Михаил Семёнович Хозин, ur. 10 października?/22 października 1896 w miejscowości Skaczucha, zm. 27 lutego 1979 w Moskwie) – Generał pułkownik Armii Czerwonej.

## Życiorys
Urodził się we wsi Skaczucha w guberni tambowskiej (obecnie w obwodzie tambowskim). W 1915 roku został wcielony do armii rosyjskiej uczestniczył w I wojnie światowej, ukończył w 1916 roku Kijowską Szkołę Chorążych i został dowódcą drużyny karabinów maszynowy 37 pułku strzelców. Walczył na froncie południowo-wschodnim i rumuńskim.
W 1918 roku wstąpił do Armii Czerwonej. Brał udział w wojnie domowej na froncie południowym i północnym Kaukazie kolejno będąc dowódcą batalionu, pułku i brygady strzelców, włączonej do 28 Dywizji Strzeleckiej.
Po zakończeniu wojny domowej był kolejno dowódcą 32 Dywizji Strzeleckiej (1924-1926), 34 Dywizji Strzeleckiej (1926-1932), 36 Dywizji Strzeleckiej (1932-1935), 18 Dywizji Strzeleckiej (1935-1937) i 1 Korpusu Strzeleckiego (1937). W tym czasie ukończył kurs wyższych dowódców w Akademii Wojskowej im. Frunzego (1925) i kurs w Wojskowej Akademii Politycznej (1930).
Następnie był inspektorem w Leningradzkim Okręgu Wojskowym, a w grudniu 1937 roku został jego dowódcą i funkcję tę pełnił do 1939 roku. Następnie w latach 1939–1941 był komendantem Akademii Wojskowej im. M. Frunzego.
W sierpniu 1941 roku został dowódcą tyłów – zastępcą dowódcy Frontu Armii Rezerwowych, zastępcą szefa Sztabu Generalnego. W październiku 1941 roku został szefem sztabu Frontu Leningradzkiego.
W październiku 1941 roku został dowódcą 54 Armii, którą dowodził w czasie próby rozerwania blokady Leningradu w rejonie Kołpino.
27 października 1941 roku został dowódcą Frontu Leningradzkiego, którym dowodził do kwietnia 1942 roku. Odwołany ze stanowiska dowódcy frontu w czerwcu 1942 roku został przeniesiony na stanowisko dowódcy 33 Armii, którą dowodził do października. Został wtedy zastępcą dowódcy Frontu Zachodniego.
W okresie od grudnia 1942 do stycznia 1943 roku dowodzi 20 Armią, a potem dowódcą samodzielnej grupy operacyjnej Frontu Północno-Zachodniego. Uczestniczy wtedy w bitwie na łuku kurskim. Następnie ponownie był zastępcą dowódcy Frontu Zachodniego.
W grudniu 1943 roku odwołany ze stanowiska pozostawał w dyspozycji Sztabu Generalnego. W marcu 1944 roku został dowódcą Nadwołżańskiego Okręgu Wojskowego, którą pełnił do lipca 1945 r. Następnie pozostawał w dyspozycji Sztabu Generalnego.
W 1946 roku został przywrócony do służby został komendantem Wojskowego Instytutu Pedagogicznego, a w lutym 1956 roku komendantem Wojskowego Instytutu Języków Obcych. W listopadzie 1956 roku został komendantem Wyższych Kursów Dowódców przy Wojskowej Akademii im. Woroszyłowa, będąc jednocześnie wykładowcą. W listopadzie 1963 roku przeniesiony do rezerwy.
Po przeniesieniu do rezerwy mieszkał w Moskwie, gdzie zmarł.

## Awanse
- komdyw (26 listopada 1935)
- komkor (22 lutego 1938)
- generał-lejtnant (генерал-лейтенант) (4 czerwca 1940)
- generał-pułkownik (генерал-полковник) (19 stycznia 1943)

## Ordery i odznaczenia
- Order Lenina – dwukrotnie
- Order Rewolucji Październikowej
- Order Czerwonego Sztandaru – czterokrotnie
- Order Suworowa I i II klasy
- Order Czerwonej Gwiazdy